# Palaeospongillidae
Los paleospongílidos (Palaeospongillidae) son es una familia de esponjas de agua dulce del orden Haplosclerida.

## Géneros
- Palaeospongilla Ott e Volkheimer, 1972